# Homalium palawanense
Homalium palawanense är en videväxtart som beskrevs av J.C. Regalado, D.D. Soejarto och D.A. Madulid. Homalium palawanense ingår i släktet Homalium och familjen videväxter. Inga underarter finns listade i Catalogue of Life.